# Tomaszów Mazowiecki (gmina)
Tomaszów Mazowiecki est une gmina rurale du powiat de Tomaszów Mazowiecki, Łódź, dans le centre de la Pologne. Son siège est la ville de Tomaszów Mazowiecki, bien qu'elle ne fasse pas partie du territoire de la gmina.
La gmina couvre une superficie de 151,3 km2 pour une population de 9 826 habitants.

## Géographie
La gmina inclut les villages de Cekanów, Chorzęcin, Ciebłowice Duże, Ciebłowice Małe, Dąbrowa, Godaszewice, Jadwigów, Jeleń, Karolinów, Komorów, Kwiatkówka, Łazisko, Niebrów, Sługocice, Smardzewice, Świńsko, Swolszewice Małe, Tresta Rządowa, Twarda, Wąwał, Wiaderno, Zaborów Drugi, Zaborów Pierwszy, Zawada et Zawada-Kolonia.
La gmina borde la ville de Tomaszów Mazowiecki et les gminy de Inowłódz, Lubochnia, Mniszków, Sławno, Ujazd et Wolbórz.